# Yann Sommer
Yann Sommer (n. 17 decembrie 1988, Morges⁠(d), cantonul Vaud, Elveția) este un fotbalist elvețian, care joacă pe post de portar la Inter Milano în Serie A. Pe plan internațional, are prezențe la națională pentru Elveția, Elveția U17⁠(d), Elveția U21⁠(d), Elveția U16⁠(d) și Elveția U19⁠(d).

## Echipa națională
Pe 13 mai din 2014 antrenorul echipei Elveției, Ottmar Hitzfeld, l-a inclus Sommer pe lista oficială de 23 de jucători convocați pentru a face față la Cupa Mondială de Fotbal din 2014, fiind a treia cupă mondială pe care o dispută.

### Participări în Cupe Mondiale
| Mundial                      | Sediul   | Rezultatul |
| ---------------------------- | -------- | ---------- |
| Cupa Mondială de fotbal 2014 | Brazilia | Optimi     |

## Cluburi
| Club                     | Țara          | Perioada       | Meciuri |
| ------------------------ | ------------- | -------------- | ------- |
| F. C. Vaduz              | Liechtenstein | 2007 - 2009    | 19      |
| FC Basel                 | Elveția       | 2008 - 2014    | 170     |
| Grasshopper Club Zürich  | Elveția       | 2009 - 2010    | 33      |
| Borussia Mönchengladbach | Germania      | 2014 - 2023    | 335     |
| FC Bayern München        | Germania      | 2023           | 25      |
| Inter Milano             | Italia        | 2023 - prezent | 89      |